# Nekrolog 1. Quartal 1941
Nekrolog
◄◄
| ◄
| 1937
| 1938
| 1939
| 1940
| 1941 | 1942 | 1943 | 1944 | 1945 | ► | ►►
1. Quartal |
2. Quartal |
3. Quartal |
4. Quartal 1941
Weitere Ereignisse | Allgemeiner Nekrolog 1941
Die Beschreibung der verstorbenen Person sollte so kurz wie möglich gehalten sein und nur deren signifikante Tätigkeit(en) enthalten.
Neue Namen ggf. auch unter dem Geburts- und Sterbedatum, also etwa unter 1. Januar und im Geburts- und Sterbejahr (2024) eintragen (nur bei entsprechender großer Wichtigkeit). Für Beispiele siehe die schon vorhandenen Artikel.
Außerdem über die fünf zuletzt Verstorbenen, zu denen es einen ausreichend guten Artikel für eine Präsentation auf der Hauptseite gibt, nach der todesbedingten Überarbeitung der Artikel ggf. auch unter Wikipedia Diskussion:Hauptseite informieren und sie am besten auch in den anderen Wikipedia-Sprachversionen eintragen. Tipp: Regelmäßig bei news.google.de nach „ist tot“, „gestorben“ oder „verstorben“ suchen.
Wenn eine Person gestorben ist, gibt es viele Seiten zu dieser Person in der Wikipedia, die davon auch betroffen sind und entsprechend aktualisiert werden müssen. Beispiele: Namenübersichtsseite, Geburtsjahr, Geburtsort-Seiten und viele mehr.
Wie finde ich die betroffenen Seiten?
Im Suchfeld auf der linken Seite gibt man den Suchbegriff so ein: „Vorname Nachname“. Dann klickt man auf Volltext und alle Seiten mit entsprechendem Suchtext werden aufgerufen. Hier sieht man dann schnell, wo auch das Todesjahr Sinn macht oder sogar ein Teil des Artikels angepasst werden muss. Auch hilft das „Werkzeug“ auf der linken Seite sehr gut, um solche Seiten aufzufinden: „Links auf diese Seite“. Somit ist die Wikipedia wieder aktuell in allen Bereichen! Hinweis: bei Eintragung der Kategorie „Gestorben JAHR“ wird der Missbrauchsfilter 49 ausgelöst, was jedoch nicht schlimm ist. Siehe: Spezial:Missbrauchsfilter/49
Dies ist eine Liste von im ersten Quartal 1941 verstorbenen bekannten Persönlichkeiten. Die Einträge erfolgen innerhalb der einzelnen Daten alphabetisch sortiert. Tiere sind im Nekrolog für Tiere zu finden.

## Januar
| Tag        | Name                                 | Beruf, bekannt als                                                                                        | Alter | Beleg |
| ---------- | ------------------------------------ | --- | ----- | ----- |
| 1. Januar  | Alfredo Bensaúde                     | portugiesischer Mineraloge                                                                                | 84    |       |
| 1. Januar  | Christian Berrenrath                 | deutscher Theologe, Offizial im Erzbistum Köln                                                            | 83    |       |
| 1. Januar  | Kate Campbell Hurd-Mead              | US-amerikanische Feministin und Geburtshelferin                                                           | 73    |       |
| 1. Januar  | Max Neal                             | deutscher Volksdichter bayrischer Bauernschwänke                                                          | 75    |       |
| 1. Januar  | Petar Poparsow                       | makedonisch-bulgarischer Revolutionär                                                                     | 72    |       |
| 1. Januar  | Wilhelm Steputat                     | deutscher Schriftsteller, Jurist und Politiker                                                            | 72    |       |
| 1. Januar  | Richard Wachsmuth                    | deutscher Experimentalphysiker                                                                            | 72    |       |
| 2. Januar  | Štefan Banič                         | slowakischer Erfinder                                                                                     | 70    |       |
| 2. Januar  | Ludwig Hauß                          | deutscher Oberst                                                                                          | 69    |       |
| 2. Januar  | Joseph Kutter                        | luxemburgischer Maler                                                                                     | 46    |       |
| 2. Januar  | Mischa Levitzki                      | US-amerikanischer Pianist                                                                                 | 42    |       |
| 2. Januar  | J. Gerhard Lohse                     | deutsch-britischer Astronom                                                                               | 89    |       |
| 2. Januar  | Eduard Martell                       | deutscher Lehrer und Politiker (DNVP), MdL                                                                | 79    |       |
| 2. Januar  | Josef Strzygowski                    | österreichischer Kunsthistoriker                                                                          | 78    |       |
| 3. Januar  | Jacob Bach                           | Landtagsabgeordneter Großherzogtum Hessen                                                                 | 72    |       |
| 3. Januar  | Eugène Boch                          | französisch-belgischer Maler und Gründungsmitglied der Künstlergruppe »Les XX«                            | 85    |       |
| 3. Januar  | Ernest Daucourt                      | Schweizer Journalist, Rechtsanwalt und Politiker (KVP)                                                    | 92    |       |
| 3. Januar  | Wladimir Matwejewitsch Makowski      | russisch-sowjetischer Maschinenbauingenieur                                                               | 70    |       |
| 3. Januar  | Ferdinand Skaret                     | österreichischer Gewerkschafter und Politiker (SDAP), Landtagsabgeordneter, Abgeordneter zum Nationalrat  | 78    |       |
| 4. Januar  | Henri Bergson                        | französischer Philosoph und Nobelpreisträger                                                              | 81    |       |
| 4. Januar  | Philipp Fauth                        | deutscher Volksschullehrer und Astronom                                                                   | 73    |       |
| 4. Januar  | Rudi Godden                          | deutscher Sänger und Filmschauspieler                                                                     | 33    |       |
| 4. Januar  | Gregor Huber                         | österreichischer Landwirt und Politiker                                                                   | 61    |       |
| 5. Januar  | Amy Johnson                          | britische Pilotin                                                                                         | 37    |       |
| 5. Januar  | Emil Schmid                          | österreichischer Mediziner und Schriftsteller                                                             | 69    |       |
| 5. Januar  | Gerhard Warstat                      | deutscher Arzt                                                                                            | 53    |       |
| 6. Januar  | Franz Hessel                         | deutscher Schriftsteller, Übersetzer und Lektor                                                           | 60    |       |
| 6. Januar  | Georges Truc                         | französischer Dirigent                                                                                    |       |       |
| 7. Januar  | Romain Chatton                       | Schweizer Politiker und Staatsrat des Kantons Freiburg                                                    | 64    |       |
| 7. Januar  | James O’Connor                       | US-amerikanischer Politiker                                                                               | 70    |       |
| 7. Januar  | Albert Constantin Swoboda            | österreichischer Architekt                                                                                | 87    |       |
| 8. Januar  | Robert Baden-Powell                  | britischer Kavallerie-Offizier und Gründer der Pfadfinderbewegung                                         | 83    |       |
| 8. Januar  | Anna Bechler                         | deutsche Schriftstellerin                                                                                 | 79    |       |
| 8. Januar  | Gustav Biron von Curland             | deutscher Standesherr                                                                                     | 81    |       |
| 8. Januar  | Frederick Brown                      | britischer Maler und Kunstpädagoge                                                                        | 89    |       |
| 8. Januar  | Viktor Dankl                         | Generaloberst der österreich-ungarischen Armee                                                            | 86    |       |
| 8. Januar  | Ernst Eisentraut                     | deutscher Gewerkschaftsfunktionär und Politiker                                                           | 67    |       |
| 8. Januar  | Karl Elleder                         | österreichischer Illustrator und Karikaturist                                                             | 80    |       |
| 8. Januar  | Jennie Tuttle Hobart                 | US-amerikanische Ehefrau von Garret A. Hobart, dem ehemaligen Vizepräsidenten der Vereinigten Staaten     | 92    |       |
| 8. Januar  | August Georg Kenstler                | rumäniendeutscher Publizist und Aktivist der Völkischen Bewegung                                          | 41    |       |
| 8. Januar  | Hans Landsberger                     | deutscher Komponist und Stummfilmkomponist                                                                | 50    |       |
| 8. Januar  | Vladimír Mandl                       | tschechoslowakischer Rechtswissenschaftler und Luftrechtsexperte                                          | 41    |       |
| 8. Januar  | Pranavananda                         | hinduistischer Swami                                                                                      | 44    |       |
| 8. Januar  | Josef Wachter                        | österreichischer Politiker (CS), Landtagsabgeordneter                                                     | 63    |       |
| 9. Januar  | Curt Adam                            | deutscher Ophthalmologe                                                                                   | 65    |       |
| 9. Januar  | Fritz Bergen                         | deutscher Maler und Illustrator                                                                           | 83    |       |
| 9. Januar  | Hermann Dürck                        | deutscher Pathologe und Histologe und Hochschullehrer                                                     | 71    |       |
| 9. Januar  | August Engel von Mainfelden          | österreichischer Finanzbeamter und Finanzminister                                                         | 85    |       |
| 9. Januar  | Max Engelhardt                       | deutscher Theaterschauspieler                                                                             |       |       |
| 9. Januar  | Emil Gansser                         | deutscher Sprengstoffchemiker und Politiker (NSDAP), MdR                                                  | 66    |       |
| 9. Januar  | Dimitrios Golemis                    | griechischer Leichtathlet                                                                                 | 63    |       |
| 9. Januar  | Emma Löwenstamm                      | Malerin und Grafikerin                                                                                    | 61    |       |
| 9. Januar  | Alexander Schön                      | deutscher Jurist und Politiker, MdHB                                                                      | 76    |       |
| 9. Januar  | Ragnar Vik                           | norwegischer Segler                                                                                       | 47    |       |
| 9. Januar  | Alexander Westphal                   | deutscher Neurologe und Psychiater                                                                        | 77    |       |
| 10. Januar | Johannes Biehle                      | deutscher Physiker, Glocken- und Orgelbauer                                                               | 70    |       |
| 10. Januar | Frank Bridge                         | englischer Komponist                                                                                      | 61    |       |
| 10. Januar | Kurt Häntzschel                      | deutscher Jurist                                                                                          | 51    |       |
| 10. Januar | Lenah Higbee                         | Chief Nurse des US Navy Nurse Corps                                                                       | 66    |       |
| 10. Januar | John Lavery                          | irischer Porträtist und Landschaftsmaler                                                                  | 84    |       |
| 10. Januar | Issai Schur                          | Mathematiker                                                                                              | 66    |       |
| 10. Januar | Kurt Zoege von Manteuffel            | deutscher Kunsthistoriker                                                                                 | 59    |       |
| 11. Januar | Karl Dietrich                        | Landtagsabgeordneter Waldeck                                                                              | 41    |       |
| 11. Januar | Bob Dixon                            | kanadischer Speerwerfer                                                                                   |       |       |
| 11. Januar | Rudolf Essek                         | deutscher Film- und Theater-Schauspieler                                                                  | 58    |       |
| 11. Januar | Emanuel Lasker                       | deutscher Schachspieler, Schachweltmeister, Mathematiker und Philosoph                                    | 72    |       |
| 11. Januar | Hermann Otto                         | deutscher Schriftsteller, Journalist, Artist und Bergbauunternehmer                                       | 77    |       |
| 11. Januar | Márton Vincze                        | ungarischer Filmarchitekt                                                                                 | 36    |       |
| 12. Januar | Frank W. Jordan                      | englischer Physiker                                                                                       | 59    |       |
| 12. Januar | Edu Snethlage                        | niederländischer Fußballspieler                                                                           | 54    |       |
| 12. Januar | Felix von Stenglin                   | deutscher Schriftsteller                                                                                  | 80    |       |
| 13. Januar | Richard Büchner                      | deutscher Politiker (NSDAP), MdR                                                                          | 43    |       |
| 13. Januar | Alfred Engelhard                     | deutscher Architekt                                                                                       | 73    |       |
| 13. Januar | James Joyce                          | irischer Schriftsteller                                                                                   | 58    |       |
| 13. Januar | Pierre Mille                         | französischer Schriftsteller und Journalist                                                               | 76    |       |
| 13. Januar | Peter Tremmel                        | deutscher Gewerkschafter und Politiker (Zentrum), MdR                                                     | 66    |       |
| 14. Januar | Ludovic Alleaume                     | französischer Maler, Holzschneider, Lithograf und Glasmaler                                               | 81    |       |
| 14. Januar | Herschel Whitfield Arant             | US-amerikanischer Jurist                                                                                  | 53    |       |
| 14. Januar | Georg Blauert                        | deutscher Stenograf                                                                                       | 56    |       |
| 14. Januar | August Croissant                     | deutscher Maler und Zeichner                                                                              | 70    |       |
| 14. Januar | Hermann Granier                      | deutscher Historiker und Archivar                                                                         | 83    |       |
| 14. Januar | Fritz Grünbaum                       | österreichischer Kabarettist, Operetten- und Schlagerautor, Regisseur, Schauspieler und Conférencier      | 60    |       |
| 14. Januar | Paul Manteufel                       | deutscher Hygieniker, Bakteriologe und Tropenarzt                                                         | 61    |       |
| 14. Januar | Julius Taschke                       | deutscher Politiker                                                                                       | 45    |       |
| 15. Januar | Hugo Botstiber                       | österreichischer Musikwissenschaftler                                                                     | 65    |       |
| 15. Januar | Rudolf von Brudermann                | österreichisch-ungarischer General der Kavallerie im Ersten Weltkrieg                                     | 90    |       |
| 15. Januar | Léona Delcourt                       | französische Künstlerin                                                                                   | 38    |       |
| 15. Januar | Hans Fischer                         | deutscher Bibliothekar                                                                                    | 81    |       |
| 15. Januar | August Jaspert                       | deutscher Lehrer und Politiker (DNVP), MdL                                                                | 69    |       |
| 15. Januar | Emil Römmler                         | deutscher Fotograf, Unternehmer und Kommerzienrat                                                         | 98    |       |
| 16. Januar | Oscar Rapin                          | Schweizer Politiker                                                                                       | 70    |       |
| 16. Januar | August Wessel                        | deutscher evangelischer Geistlicher und Politiker (DNVP), MdL                                             | 79    |       |
| 17. Januar | Virginio Arias                       | chilenischer Bildhauer                                                                                    | 85    |       |
| 17. Januar | Josef Barth                          | österreichisch-tschechoslowakischer Gewerkschafter und Politiker                                          | 80    |       |
| 17. Januar | Kurt Bilau                           | deutscher Offizier, Konstrukteur und Erfinder                                                             | 68    |       |
| 17. Januar | Hugo Fasal                           | österreichisch-US-amerikanischer Dermatologe, Abteilungsleiter und NS-Verfolgter                          | 67    |       |
| 17. Januar | Leo Gburek                           | deutscher Geophysiker und Polarforscher                                                                   | 30    |       |
| 17. Januar | Fritz Jorde                          | deutscher Lehrer, Lokalhistoriker und Verfasser von Reiseführern                                          | 84    |       |
| 17. Januar | Sam C. Massingale                    | US-amerikanischer Politiker                                                                               | 70    |       |
| 17. Januar | Bertha Porter                        | britische Ägyptologin und Bibliografin                                                                    |       |       |
| 17. Januar | Carl Albert Purpus                   | deutscher Pflanzensammler                                                                                 | 89    |       |
| 17. Januar | Karl Tappenbeck                      | Oberbürgermeister von Oldenburg                                                                           | 82    |       |
| 17. Januar | Stanisława Wysocka                   | polnische Schauspielerin                                                                                  | 63    |       |
| 17. Januar | Eduard Zintl                         | deutscher Chemiker                                                                                        | 42    |       |
| 18. Januar | Gisbert Combaz                       | belgischer Künstler und Spezialist für ostasiatische Kunst                                                | 71    |       |
| 18. Januar | Berthold Hatschek                    | österreichischer Zoologe                                                                                  | 86    |       |
| 18. Januar | Anton Kuh                            | österreichischer Journalist, Schriftsteller und Vortragskünstler                                          | 50    |       |
| 18. Januar | Vally von Rüxleben                   | deutsche Schriftstellerin                                                                                 | 76    |       |
| 18. Januar | George Webster                       | britischer Schwimmer                                                                                      | 55    |       |
| 19. Januar | Allan Cavan                          | US-amerikanischer Schauspieler                                                                            | 60    |       |
| 19. Januar | Juan Casado Obispo                   | spanischer Ordensgeistlicher und römisch-katholischer Apostolische Vikare von Thái Bình                   | 54    |       |
| 19. Januar | Lewis B. Stillwell                   | US-amerikanischer Elektrotechniker                                                                        | 77    |       |
| 19. Januar | John Vincent                         | britischer Seemann und Antarktisreisender                                                                 | 56    |       |
| 19. Januar | Hans Wallner                         | österreichischer Schauspieler, Bühnenregisseur und Sänger                                                 | 75    |       |
| 20. Januar | John Everett Brady                   | US-amerikanischer Klassischer Philologe                                                                   | 80    |       |
| 20. Januar | Siegwart Ehrlich                     | deutscher Schlagerkomponist                                                                               | 59    |       |
| 20. Januar | Leo Kullmann                         | deutscher Jurist und Politiker                                                                            | 63    |       |
| 20. Januar | Max Reich                            | deutscher Physiker                                                                                        | 66    |       |
| 20. Januar | Peter Trimborn                       | preußischer Landrat, Redakteur der Rheinischen Zeitung und Stadtrat                                       | 59    |       |
| 21. Januar | Hans Ritter von Baeyer               | deutscher Orthopäde                                                                                       | 65    |       |
| 21. Januar | Klement Hupfer                       | deutscher Politiker (Zentrum), MdL                                                                        | 91    |       |
| 21. Januar | Otto Loerbroks                       | deutscher Reichsgerichtsrat                                                                               | 70    |       |
| 21. Januar | Jógvan Poulsen                       | Pädagoge                                                                                                  | 86    |       |
| 22. Januar | Karl Dillinger                       | deutscher Maler                                                                                           | 58    |       |
| 22. Januar | William Caspar Graustein             | US-amerikanischer Mathematiker                                                                            | 52    |       |
| 22. Januar | František Křižík                     | tschechischer Techniker, Industrieller und Erfinder                                                       | 93    |       |
| 22. Januar | Michael Neureiter                    | österreichischer Politiker                                                                                | 63    |       |
| 22. Januar | Josef Rainer                         | österreichischer Politiker (CS)                                                                           | 80    |       |
| 22. Januar | Georg von Rehekampff                 | deutsch-baltischer Adelsmann, Jurist, Politiker und Schmetterlingsforscher                                | 71    |       |
| 23. Januar | Dobri Christow                       | bulgarischer Komponist                                                                                    | 65    |       |
| 23. Januar | Joseph Gutmann                       | deutscher Pädagoge und Rabbiner                                                                           | 75    |       |
| 23. Januar | Franjo Hanaman                       | jugoslawischer Erfinder, Ingenieur und Chemiker                                                           | 62    |       |
| 23. Januar | Richard C. Hunter                    | US-amerikanischer Politiker                                                                               | 56    |       |
| 24. Januar | Johannes Biermans                    | niederländischer römisch-katholischer Ordensgeistlicher und Generalsuperior                               | 69    |       |
| 24. Januar | Josslyn Hay, 22. Earl of Erroll      | britischer Politiker (parteiunabhängig)                                                                   | 39    |       |
| 24. Januar | Reinhard Hugershoff                  | deutscher Geologe                                                                                         | 58    |       |
| 24. Januar | Max Layer                            | österreichischer Rechtswissenschaftler und Verfassungsrichter                                             | 74    |       |
| 24. Januar | Martha Remmert                       | deutsche klassische Pianistin, Musikpädagogin, Dirigentin und Musikschriftstellerin                       | 87    |       |
| 25. Januar | Guillermo Cisternas                  | chilenischer Fußballspieler                                                                               | 49    |       |
| 25. Januar | Johannes Felix                       | deutscher Paläontologe                                                                                    | 81    |       |
| 25. Januar | Wilhelm Fladt                        | deutscher Autor                                                                                           | 64    |       |
| 25. Januar | Caspar Klein                         | deutscher Geistlicher, Bischof und erster Erzbischof von Paderborn                                        | 75    |       |
| 25. Januar | Robert Linzeler                      | französischer Segler                                                                                      | 68    |       |
| 25. Januar | Kenneth F. Simpson                   | US-amerikanischer Jurist und Politiker                                                                    | 45    |       |
| 25. Januar | Allen E. Stebbins                    | US-amerikanischer Politiker                                                                               | 68    |       |
| 25. Januar | Otto Suermondt                       | deutscher Galopprennreiter                                                                                | 76    |       |
| 25. Januar | Franz Eduard Suess                   | österreichischer Geologe                                                                                  | 73    |       |
| 26. Januar | Archibald Lockhart                   | kanadischer Curler                                                                                        | 65    |       |
| 26. Januar | Paul Kienzle                         | deutscher Architekt und Hotelier                                                                          | 79    |       |
| 26. Januar | Oskar Loew                           | deutscher Chemiker                                                                                        | 96    |       |
| 26. Januar | Marie Narelle                        | australische Sängerin (Sopran) irischer Abstammung                                                        | 70    |       |
| 26. Januar | Francis D. Winston                   | US-amerikanischer Jurist und Politiker                                                                    | 83    |       |
| 26. Januar | Georg Zoller                         | deutscher Organist, Komponist und Chorleiter                                                              | 88    |       |
| 27. Januar | Leopold Adametz                      | österreichischer Verhaltensforscher                                                                       | 79    |       |
| 27. Januar | Friedrich Bokelmann                  | deutscher Elektrotechniker                                                                                | 72    |       |
| 27. Januar | István Csáky                         | ungarischer Politiker                                                                                     | 46    |       |
| 27. Januar | Iver Holter                          | norwegischer Komponist                                                                                    | 90    |       |
| 27. Januar | Helena Christina van de Pavord Smits | niederländische Malerin und Zeichnerin                                                                    | 73    |       |
| 28. Januar | Theodor Bartus                       | deutscher Seemann und Völkerkundler                                                                       | 82    |       |
| 28. Januar | Eduard Boeckers                      | deutscher Richter und Politiker, MdL                                                                      |       |       |
| 28. Januar | Charles Nollet                       | französischer Politiker, Offizier und Vorsitzender der IMKK (1919–1924) sowie Kriegsminister (1924–1925)  | 76    |       |
| 28. Januar | Oscar Douglas Skelton                | kanadischer Historiker an der Queen's-Universität in Kingston, Politiker                                  | 62    |       |
| 29. Januar | Hans Dragendorff                     | deutscher Archäologe                                                                                      | 70    |       |
| 29. Januar | Franz Gürtner                        | deutscher Jurist, Justizminister während der Zeit des Nationalsozialismus                                 | 59    |       |
| 29. Januar | Frank Fernando Jones                 | US-amerikanischer Unternehmer und Politiker (Republikanische Partei)                                      | 85    |       |
| 29. Januar | Matt McGrath                         | US-amerikanischer Hammerwerfer                                                                            | 62    |       |
| 29. Januar | Ioannis Metaxas                      | griechischer General und Politiker                                                                        | 69    |       |
| 29. Januar | Meta Schmidt                         | deutsche Pädagogin, Kabarettistin und Frauenrechtlerin                                                    | 62    |       |
| 29. Januar | Amédée Thubé                         | französischer Segler                                                                                      | 56    |       |
| 30. Januar | Geraldine Cadbury                    | englisch-britische Quäkerin, Sozial- und Strafrechtsreformerin und Philanthropin                          | 76    |       |
| 30. Januar | Richard von Conta                    | preußischer General der Infanterie im Ersten Weltkrieg                                                    | 84    |       |
| 30. Januar | Otto Erzer                           | Schweizer Unternehmer                                                                                     | 80    |       |
| 30. Januar | Emil von Guttenberg                  | österreichischer Feldmarschallleutnant und Eisenbahnminister                                              | 100   |       |
| 30. Januar | Henry Selby Hele-Shaw                | britischer Ingenieur und Wissenschaftler                                                                  | 86    |       |
| 30. Januar | Leo Heller                           | deutscher Schriftsteller                                                                                  | 64    |       |
| 30. Januar | Erik Lindorm                         | schwedischer Schriftsteller, Dichter und Publizist                                                        | 51    |       |
| 30. Januar | Josef Vítězslav Šimák                | Historiker                                                                                                | 70    |       |
| 30. Januar | Heinrich Stubbe                      | deutscher Politiker (SPD), MdHB, Hamburger Senator, MdR                                                   | 77    |       |
| 30. Januar | Heinrich von Zügel                   | deutscher Maler                                                                                           | 90    |       |
| 31. Januar | Josef Bacon                          | siebenbürgischer Arzt und Heimatforscher                                                                  | 83    |       |
| 31. Januar | Frédéric Boutet                      | französischer Autor                                                                                       | 66    |       |
| 31. Januar | Abílio Garcia de Carvalho            | portugiesischer Arzt und Politiker                                                                        | 50    |       |
| 31. Januar | Verner Järvinen                      | finnischer Leichtathlet                                                                                   | 70    |       |
| 31. Januar | Max König                            | deutscher Politiker (SPD), MdR                                                                            | 72    |       |
| 31. Januar | Otto Wittgen                         | deutscher Politiker (NSDAP) und von 1933 bis 1939 der erste protestantische Oberbürgermeister von Koblenz | 59    |       |
|            | Mary Kalopothakes                    | griechische Ärztin                                                                                        |       |       |
|            | Fritz Kaufmann                       | Schweizer Skispringer und Nordischer Kombinierer                                                          | 35    |       |

## Februar
| Tag         | Name                                      | Beruf, bekannt als                                                                                               | Alter | Beleg |
| ----------- | ----------------------------------------- | --- | ----- | ----- |
| 1. Februar  | Walter Abbott                             | englischer Fußballspieler                                                                                        | 63    |       |
| 1. Februar  | Georg Baumgartner                         | österreichischer Geistlicher und Hochschullehrer                                                                 | 56    |       |
| 1. Februar  | Auguste Béhal                             | französischer Chemiker                                                                                           | 81    |       |
| 1. Februar  | Max Donisch                               | deutscher Komponist und Musikschriftsteller                                                                      | 59    |       |
| 1. Februar  | Lina Hähnle                               | deutsche Gründerin des Bundes für Vogelschutz                                                                    | 89    |       |
| 1. Februar  | Mohamed Mahmoud Khalil                    | ägyptischer Politiker, zweimaliger Premierminister                                                               |       |       |
| 1. Februar  | William Gibbs McAdoo                      | US-amerikanischer Politiker, Finanzminister                                                                      | 77    |       |
| 1. Februar  | Karl Schapper                             | deutscher katholischer Widerstandskämpfer gegen den Nationalsozialismus                                          | 61    |       |
| 2. Februar  | Franz Gundlach                            | deutscher Archivar und Historiker                                                                                | 69    |       |
| 2. Februar  | Wilhelm Köster                            | Schneidermeister und Mitglied des Landtags Lippe                                                                 | 72    |       |
| 2. Februar  | Christel Machens                          | deutscher Politiker (Zentrum), MdR                                                                               | 63    |       |
| 2. Februar  | Edward Parnell                            | britischer Sportschütze                                                                                          | 65    |       |
| 2. Februar  | Bernhard Rechthien                        | Landtagsabgeordneter Volksstaat Hessen                                                                           | 64    |       |
| 2. Februar  | Janko Sakasow                             | bulgarischer Politiker                                                                                           | 80    |       |
| 2. Februar  | Johannes Schlaf                           | deutscher Dramatiker, Erzähler und Übersetzer                                                                    | 78    |       |
| 2. Februar  | DeLisle Stewart                           | US-amerikanischer Astronom                                                                                       | 70    |       |
| 2. Februar  | George Edgar Vincent                      | US-amerikanischer Soziologe                                                                                      | 76    |       |
| 3. Februar  | Thomas Cale                               | US-amerikanischer Politiker                                                                                      | 92    |       |
| 3. Februar  | Georg Prange                              | deutscher angewandter Mathematiker                                                                               | 56    |       |
| 3. Februar  | Emil Wendling                             | deutscher Klassischer Philologe                                                                                  | 71    |       |
| 4. Februar  | David Emmanuel                            | rumänischer Mathematiker                                                                                         | 87    |       |
| 4. Februar  | Louis Lincoln Emmerson                    | US-amerikanischer Politiker                                                                                      | 77    |       |
| 4. Februar  | Georg Gollwitzer                          | deutscher Politiker (DVP)                                                                                        |       |       |
| 4. Februar  | Max Isserlin                              | deutscher Neurologe                                                                                              | 61    |       |
| 4. Februar  | Johann Peter Kirsch                       | luxemburgischer Kirchenhistoriker und Christlicher Archäologe                                                    | 79    |       |
| 4. Februar  | Karl Krist                                | österreichischer Architekt                                                                                       | 57    |       |
| 4. Februar  | Harris Laning                             | US-amerikanischer Militär, Konteradmiral der United States Navy                                                  | 67    |       |
| 4. Februar  | George Lloyd, 1. Baron Lloyd              | britischer Politiker, Mitglied des House of Commons                                                              | 61    |       |
| 4. Februar  | Nils Persson                              | schwedischer Segler                                                                                              | 61    |       |
| 5. Februar  | Ōsumi Mineo                               | japanischer Admiral und Politiker                                                                                | 64    |       |
| 5. Februar  | Andrew Barton Paterson                    | australischer Jurist, Schriftsteller und Journalist                                                              | 76    |       |
| 5. Februar  | Georg Schmidt                             | deutscher Politiker (NSDAP)                                                                                      | 63    |       |
| 5. Februar  | Otto August Strandman                     | estnischer Diplomat und Politiker, Mitglied des Riigikogu                                                        | 65    |       |
| 5. Februar  | Arnold Wahnschaffe                        | deutscher politischer Beamter, Chef der Reichskanzlei (1909–1917)                                                | 75    |       |
| 6. Februar  | Teresa Labriola                           | italienische Juristin und Frauenrechtlerin                                                                       | 66    |       |
| 6. Februar  | Bror Lindh                                | schwedischer Maler                                                                                               | 63    |       |
| 6. Februar  | Maximilien Luce                           | französischer Maler                                                                                              | 82    |       |
| 6. Februar  | Joseph Melan                              | österreichischer Bauingenieur und Erfinder der Melan-Bauweise für Brücken                                        | 87    |       |
| 6. Februar  | William Sanders                           | britischer Politiker (Labour Party)                                                                              | 70    |       |
| 6. Februar  | Edward Hills Wason                        | US-amerikanischer Politiker                                                                                      | 75    |       |
| 7. Februar  | Anton Baumann                             | österreichischer Opernsänger der Stimmlage Bassbariton                                                           | 50    |       |
| 7. Februar  | Max Clausius                              | deutscher Oberst, sowie SS-Brigadeführer                                                                         | 70    |       |
| 7. Februar  | Georg von Criegern                        | sächsischer Generalleutnant                                                                                      | 88    |       |
| 8. Februar  | Johanna Beckmann                          | deutsche Scherenschnitt-Künstlerin und Schriftstellerin                                                          | 72    |       |
| 8. Februar  | Eugen Braunholtz                          | britischer Romanist deutscher Herkunft                                                                           | 82    |       |
| 8. Februar  | Adolphe d’Eggis                           | Schweizer Erfinder und Bankier                                                                                   |       |       |
| 8. Februar  | Paul Eichholz                             | deutscher Architekt und Bauhistoriker                                                                            | 83    |       |
| 8. Februar  | R. Walton Moore                           | US-amerikanischer Politiker                                                                                      | 82    |       |
| 8. Februar  | Adele Perlmutter                          | österreichische Fotografin                                                                                       | 95    |       |
| 8. Februar  | Carl von Tubeuf                           | deutscher Forstwissenschaftler und Pflanzenpathologe                                                             | 79    |       |
| 8. Februar  | Willis Van Devanter                       | US-amerikanischer Politiker und Richter                                                                          | 81    |       |
| 9. Februar  | Elizabeth von Arnim                       | britische Schriftstellerin                                                                                       | 74    |       |
| 9. Februar  | Heinrich Fanta                            | österreichischer Architekt und Hochschullehrer                                                                   | 63    |       |
| 9. Februar  | Herbert Luck North                        | britischer Architekt mit Schwerpunkt in Wales                                                                    |       |       |
| 9. Februar  | Friedrich Oeß                             | deutscher Schiffer und Landwirt                                                                                  | 81    |       |
| 9. Februar  | Ludwig Schede                             | deutscher Verwaltungsbeamter                                                                                     | 61    |       |
| 9. Februar  | Josef Šejnost                             | tschechischer Bildhauer und Medailleur                                                                           | 62    |       |
| 9. Februar  | Reed Smoot                                | US-amerikanischer Politiker                                                                                      | 79    |       |
| 9. Februar  | Euan Wallace                              | britischer Politiker, Unterhausabgeordneter                                                                      | 48    |       |
| 9. Februar  | Bruno Ziener                              | deutscher Schauspieler                                                                                           | 70    |       |
| 10. Februar | Ewald Bilz                                | deutscher Verlagsbuchhändler                                                                                     | 68    |       |
| 10. Februar | Walter Germanowitsch Kriwitzki            | sowjetischer Offizier und Überläufer des Militärnachrichtendienstes (GRU)                                        | 41    |       |
| 11. Februar | Rudolf Hilferding                         | deutscher Politiker (SPD, USPD), MdR                                                                             | 63    |       |
| 11. Februar | George Lacy Hillier                       | britischer Radrennfahrer                                                                                         | 84    |       |
| 11. Februar | Berthold Krüger                           | deutscher Politiker (DNVP), MdR                                                                                  | 63    |       |
| 11. Februar | Selma Meyer                               | niederländische Widerstandskämpferin, Feministin und Pazifistin                                                  | 50    |       |
| 11. Februar | Walther Veeck                             | deutscher Prähistoriker; Spezialist für die Merowingerzeit                                                       | 54    |       |
| 11. Februar | Mario Visintini                           | italienischer Pilot im Zweiten Weltkrieg                                                                         | 27    |       |
| 12. Februar | Wilhelm Carstens                          | deutscher Ruderer                                                                                                | 72    |       |
| 12. Februar | Oskar Dressel                             | deutscher Chemiker und Forscher auf dem Gebiet der Azurfarbstoffe                                                | 75    |       |
| 12. Februar | Karl Frießner                             | deutscher Ingenieur und Geheimer Baurat                                                                          | 81    |       |
| 12. Februar | John Rice                                 | kanadischer Ruderer                                                                                              | 59    |       |
| 12. Februar | Charles Voysey                            | britischer Architekt und Designer                                                                                | 83    |       |
| 13. Februar | Blind Boy Fuller                          | US-amerikanischer Blues-Musiker                                                                                  | 33    |       |
| 13. Februar | Marcet Haldeman                           | US-amerikanische Autorin                                                                                         | 53    |       |
| 13. Februar | Arthur Heidenhain                         | deutscher Bibliothekar                                                                                           | 78    |       |
| 13. Februar | Peter Jensen                              | deutscher Hufner und Landesökonomierat                                                                           | 84    |       |
| 13. Februar | Sarah Mair                                | schottisch-britische Frauenrechtlerin und Bildungsaktivistin                                                     | 94    |       |
| 13. Februar | Victor Emil Scherer                       | Schweizer Politiker                                                                                              | 59    |       |
| 13. Februar | J. Swagar Sherley                         | US-amerikanischer Politiker                                                                                      | 69    |       |
| 14. Februar | Alfred Apfel                              | deutscher Strafverteidiger                                                                                       | 58    |       |
| 14. Februar | Alexander Colquhoun                       | australischer Maler, Kunstlehrer, Kunsthistoriker, Kolumnist und Kunstkritiker schottischer Herkunft             | 78    |       |
| 14. Februar | Konrad Fischnaler                         | österreichischer Heraldiker                                                                                      | 85    |       |
| 14. Februar | August Forstner                           | österreichischer Politiker (SPÖ), Landtagsabgeordneter, Abgeordneter zum Nationalrat                             | 64    |       |
| 14. Februar | Paul Fürst                                | österreichischer Konditor, Erfinder der Mozartkugel                                                              | 84    |       |
| 14. Februar | Hans Gmelin                               | deutscher Rechtswissenschaftler                                                                                  | 62    |       |
| 14. Februar | Otto Klopsch                              | deutscher Schauspieler und Sänger bei Bühne und Film sowie ein Theaterregisseur                                  | 54    |       |
| 14. Februar | Hendrik Koot                              | niederländischer Kollaborateur im Zweiten Weltkrieg                                                              | 42    |       |
| 14. Februar | Christoph Natter                          | deutscher Maler und Kunstpädagoge                                                                                | 60    |       |
| 14. Februar | Giuseppe Rensi                            | italienischer Philosoph                                                                                          | 69    |       |
| 14. Februar | Aloys Schulte                             | deutscher Historiker und Archivar                                                                                | 83    |       |
| 14. Februar | Andreas Stadler                           | österreichischer Gewichtheber                                                                                    | 44    |       |
| 15. Februar | Guido Adler                               | österreichischer Musikwissenschaftler                                                                            | 85    |       |
| 15. Februar | Maria das Neves von Braganza              | portugiesische Adelige, Infantin von Portugal                                                                    | 88    |       |
| 15. Februar | Guglielmo Pecori Giraldi                  | italienischer Marschall und Senator                                                                              | 84    |       |
| 15. Februar | Michael Lindner                           | deutscher Heimat- und Landschaftsmaler                                                                           | 60    |       |
| 16. Februar | Frida Felser                              | deutsche Opernsängerin (Sopran)                                                                                  | 68    |       |
| 16. Februar | Hermann Kriebel                           | deutscher Offizier, Diplomat und Politiker (NSDAP), MdR                                                          | 65    |       |
| 16. Februar | Anton Kutej                               | österreichischer katholischer Priester, NS-Opfer                                                                 | 31    |       |
| 16. Februar | Siegfried Mackowsky                       | deutscher Landschaftsmaler, Radierer und Holzschneider                                                           | 62    |       |
| 16. Februar | Wilhelm Peters                            | deutscher Fußballspieler und -schiedsrichter                                                                     | 39    |       |
| 16. Februar | Fritz von Wille                           | deutscher Kunstmaler                                                                                             | 80    |       |
| 16. Februar | Rudolf Zenker                             | deutscher Romanist                                                                                               | 78    |       |
| 17. Februar | Paul Hagemeister                          | Bürgermeister in Suhl/Thüringen, Regierungspräsident in Minden                                                   | 73    |       |
| 17. Februar | Erich Lange                               | deutscher Tontechniker                                                                                           | 42    |       |
| 17. Februar | Maximilian Mehnert                        | deutscher Politiker                                                                                              | 79    |       |
| 17. Februar | Friedrich Ringshausen                     | deutscher Politiker (NSDAP), MdR, Gauleiter                                                                      | 60    |       |
| 17. Februar | Arnold Schultz-Trinius                    | sächsischer Oberst, Schriftsteller und Aktivist                                                                  | 78    |       |
| 18. Februar | Alfred Ackermann-Teubner                  | deutscher Verleger                                                                                               | 84    |       |
| 18. Februar | Ferdinando Fiandaca                       | italienischer Geistlicher                                                                                        | 83    |       |
| 18. Februar | Arthur Golf                               | deutscher Agrarwissenschaftler                                                                                   | 63    |       |
| 18. Februar | Carl Gundrum                              | Landtagsabgeordneter Großherzogtum Hessen                                                                        | 95    |       |
| 18. Februar | Edward T. Newell                          | US-amerikanischer Numismatiker                                                                                   | 55    |       |
| 18. Februar | Karol Wojtyła senior                      | polnischer Offizier, Unteroffizier der österreichisch-ungarischen Armee und Leutnant der Polnischen Streitkräfte | 61    |       |
| 19. Februar | Jacques Curie                             | französischer Physiker und Hochschullehrer                                                                       | 85    |       |
| 19. Februar | Heinrich Dieckmann                        | deutscher Agrarpolitiker                                                                                         | 73    |       |
| 19. Februar | Hamilton Harty                            | irischer Komponist, Dirigent und Klavierbegleiter                                                                | 61    |       |
| 20. Februar | Carlos Baca-Flor                          | peruanischer Maler                                                                                               |       |       |
| 20. Februar | Mary Bolduc                               | kanadische Singer-Songwriterin                                                                                   | 46    |       |
| 20. Februar | Arthur Erich Haas                         | österreichischer Physiker                                                                                        | 56    |       |
| 20. Februar | Charles Rockwell Lanman                   | US-amerikanischer Sprachwissenschaftler                                                                          | 90    |       |
| 20. Februar | Ida Maly                                  | österreichische Malerin                                                                                          | 46    |       |
| 20. Februar | George Minne                              | belgischer Maler, Zeichner und Bildhauer                                                                         | 74    |       |
| 20. Februar | Karl Reschke                              | deutscher Chirurg und Hochschullehrer                                                                            | 54    |       |
| 20. Februar | Bernhard Willers                          | deutscher Jurist und Politiker (DNVP und NSDAP)                                                                  | 59    |       |
| 21. Februar | Frederick Banting                         | kanadischer Mediziner und Nobelpreisträger                                                                       | 49    |       |
| 21. Februar | Walther Ilges                             | deutscher Schriftsteller und SS-Führer                                                                           | 70    |       |
| 21. Februar | Albert Bushnell Johnson                   | US-amerikanischer Romanist und Hispanist                                                                         | 72    |       |
| 21. Februar | Franz Mestán                              | österreichischer Piarist und Esperantist                                                                         | 75    |       |
| 21. Februar | Allen N. Yancy                            | liberianischer Politiker                                                                                         |       |       |
| 22. Februar | Ernst Harrich                             | deutscher Gärtner und Landschaftsarchitekt                                                                       | 55    |       |
| 22. Februar | Wilhelmine Kähler                         | deutsche Gewerkschafterin und Politikerin (SPD), MdR                                                             | 76    |       |
| 22. Februar | Ludwig Koch                               | deutscher Lehrer und Mitglied des Landtags Lippe                                                                 | 82    |       |
| 22. Februar | Noël Liétaer                              | französischer Fußballspieler                                                                                     | 32    |       |
| 22. Februar | Franz Lippisch                            | deutscher Maler und Buchgrafiker                                                                                 | 82    |       |
| 22. Februar | Dayton C. Miller                          | US-amerikanischer Physiker                                                                                       | 74    |       |
| 22. Februar | Heinrich von Schenckendorff               | deutscher Generalleutnant im Zweiten Weltkrieg                                                                   | 63    |       |
| 22. Februar | Alfred Wödl                               | österreichisches Opfer des Kinder-Euthanasieprogramms des NS-Regimes                                             | 6     |       |
| 23. Februar | Johann Donath                             | deutscher Buchdrucker, Redakteur und Politiker (SPD)                                                             | 74    |       |
| 23. Februar | Franz Wallischeck                         | deutscher Maler                                                                                                  | 75    |       |
| 24. Februar | Lothar von Arnauld de la Perière          | deutscher Marineoffizier, U-Boot-Kommandant im Ersten Weltkrieg und Vizeadmiral im Zweiten Weltkrieg             | 54    |       |
| 24. Februar | Robert Byron                              | britischer Schriftsteller                                                                                        | 35    |       |
| 24. Februar | Joseph Hackin                             | französischer Orientarchäologe, Museumsdirektor und Mitglied der Forces françaises libres                        | 54    |       |
| 24. Februar | Marie Hackin                              | französische Orientarchäologin und Mitglied der Forces françaises libres                                         | 35    |       |
| 24. Februar | Dörte Helm                                | deutsche Malerin und Grafikerin                                                                                  | 42    |       |
| 24. Februar | Wilhelm Klitsch                           | österreichischer Theater- und Filmschauspieler                                                                   | 58    |       |
| 24. Februar | Oskar Loerke                              | deutscher Dichter des Expressionismus                                                                            | 56    |       |
| 24. Februar | Hugo von Preen                            | österreichischer Maler und Heimatforscher                                                                        | 86    |       |
| 24. Februar | Willy Strehl                              | österreichischer Schauspieler und Operettensänger                                                                | 59    |       |
| 24. Februar | Heinrich Uetzfeld                         | deutscher Politiker (SPD/SAP) und Widerstandskämpfer                                                             | 34    |       |
| 25. Februar | Thad H. Brown                             | US-amerikanischer Jurist, Offizier und Politiker                                                                 | 54    |       |
| 25. Februar | Angelo Buzzi-Quattrini                    | österreichischer Bildhauer                                                                                       | 62    |       |
| 25. Februar | Tito Collevati                            | italienischer Turner                                                                                             | 50    |       |
| 25. Februar | Adolf Hammerstein                         | deutscher Mathematiker                                                                                           | 52    |       |
| 25. Februar | Schmuel Kornitzer                         | polnischer Rabbiner                                                                                              | 35    |       |
| 25. Februar | Harriet Gibbs Marshall                    | US-amerikanische Pianistin                                                                                       | 73    |       |
| 25. Februar | Harry Nice                                | US-amerikanischer Politiker, Gouverneur von Maryland                                                             | 63    |       |
| 25. Februar | Alfred Powlesland                         | britischer Cricketspieler                                                                                        | 65    |       |
| 25. Februar | Wjatscheslaw Jewgenjewitsch Tischtschenko | russischer Chemiker                                                                                              | 79    |       |
| 26. Februar | Robert Breyer                             | deutscher Maler und Zeichner                                                                                     | 74    |       |
| 26. Februar | Marco Calderini                           | italienischer Maler und Schriftsteller                                                                           | 90    |       |
| 26. Februar | Leandro Izaguirre                         | mexikanischer Maler                                                                                              | 74    |       |
| 26. Februar | Heinrich Kasch                            | deutscher lutherischer Pastor und Propst                                                                         | 51    |       |
| 26. Februar | Richard Schneider                         | deutscher Landwirt und Politiker (KPD)                                                                           | 64    |       |
| 27. Februar | Åke Bergman                               | schwedischer Schwimmer                                                                                           | 44    |       |
| 27. Februar | William D. Byron                          | US-amerikanischer Politiker                                                                                      | 45    |       |
| 27. Februar | Georg Röbcke                              | deutscher Fotograf                                                                                               | 77    |       |
| 27. Februar | Martin Weber                              | deutscher Architekt                                                                                              | 50    |       |
| 28. Februar | Alfons XIII.                              | König von Spanien                                                                                                | 54    |       |
| 28. Februar | Walther Bergt                             | deutscher Geologe                                                                                                | 76    |       |
| 28. Februar | Johannes Humann                           | deutscher Landwirt und Politiker (Zentrum), MdL                                                                  | 60    |       |
| 28. Februar | Luis Petrucelli                           | argentinischer Bandoneonist, Bandleader und Tangokomponist                                                       | 38    |       |
| 28. Februar | Ernst Schmid                              | Schweizer Geograph                                                                                               |       |       |
| 28. Februar | Eduard Senz                               | Neunkircher Original                                                                                             | 63    |       |
|             | Alexander Petrowitsch Petrow              | russischer Ringer und Olympiamedaillengewinner                                                                   | 64    |       |

## März
| Tag      | Name                              | Beruf, bekannt als                                                                            | Alter | Beleg |
| -------- | --------------------------------- | --------------------------------------------------------------------------------------------- | ----- | ----- |
| 1. März  | Oskar Baum                        | deutscher Schriftsteller                                                                      | 58    |       |
| 1. März  | Ernst Böhme                       | deutscher evangelischer Geistlicher und Kirchenlieddichter                                    | 78    |       |
| 1. März  | Alfons Kern                       | deutscher Architekt und Baubeamter, Archivar und Museumsgründer in Pforzheim                  | 81    |       |
| 1. März  | Ruby Laffoon                      | US-amerikanischer Politiker                                                                   | 72    |       |
| 1. März  | Albert Lambert                    | französischer Theater- und Stummfilmschauspieler                                              | 75    |       |
| 1. März  | Lucien Mérignac                   | französischer Fechter                                                                         | 67    |       |
| 1. März  | James Rendel Harris               | britischer Theologe                                                                           | 89    |       |
| 2. März  | Leon Bramson                      | Organisator des ORT                                                                           |       |       |
| 2. März  | Otto II. zu Salm-Horstmar         | deutscher Standesherr und rechter Politiker                                                   | 73    |       |
| 3. März  | Bernardus Antonie van Beek        | niederländischer Maler                                                                        | 66    |       |
| 3. März  | Adolf Gottstein                   | deutscher Sozialhygieniker                                                                    | 83    |       |
| 3. März  | Hermann Kürz                      | deutscher Ingenieur und Oberbürgermeister von Pforzheim                                       | 48    |       |
| 3. März  | Otto Oehler                       | US-amerikanischer Handballspieler                                                             | 27    |       |
| 3. März  | Ernst Roselius                    | deutscher Kommunikationswissenschaftler und Autor                                             | 36    |       |
| 4. März  | Ludwig von Doetinchem de Rande    | preußischer Regierungsdirektor und Landrat                                                    | 76    |       |
| 4. März  | Otto Fucker                       | deutscher Architekt                                                                           | 57    |       |
| 4. März  | Wilhelm Herrenknecht              | deutscher Arzt, Zahnmediziner und Hochschullehrer                                             | 75    |       |
| 4. März  | Edoardo Mascheroni                | italienischer Dirigent und Komponist                                                          | 88    |       |
| 4. März  | Adam Maurizio                     | Schweizer Botaniker, Lebensmittelforscher und Kulturhistoriker                                | 78    |       |
| 4. März  | Martin Nathusius                  | deutscher Unternehmer und Wirtschaftsfunktionär, preußischer Offizier                         | 57    |       |
| 4. März  | Ludwig Quidde                     | deutscher Historiker, Publizist, Politiker und Pazifist                                       | 82    |       |
| 4. März  | Paul Wevers                       | deutscher Kanute                                                                              | 33    |       |
| 5. März  | Shloyme Bastomski                 | jiddischer Pädagoge und Journalist in Litauen                                                 | 49    |       |
| 5. März  | Albert Bender                     | US-amerikanischer Versicherungsbroker, Kunstsammler, Mäzen und Philanthrop                    | 74    |       |
| 5. März  | Paul Demuth                       | Buchbinder                                                                                    | 80    |       |
| 5. März  | Karl Menning                      | estnischer Theaterregisseur und Diplomat                                                      | 66    |       |
| 5. März  | Marie Anna Schirmann              | österreichische Physikerin                                                                    | 48    |       |
| 6. März  | John Gutzon de la Mothe Borglum   | US-amerikanischer Bildhauer                                                                   | 73    |       |
| 6. März  | Simon Duiker                      | niederländischer Genremaler                                                                   | 66    |       |
| 6. März  | Paul Hymans                       | belgischer Politiker und Außenminister                                                        | 75    |       |
| 6. März  | Herbert Meyer                     | deutscher Rechtswissenschaftler                                                               | 66    |       |
| 6. März  | Joseph Weißenberg                 | deutscher Religions- und Sozialreformer                                                       | 85    |       |
| 7. März  | Julian Eltinge                    | US-amerikanischer Schauspieler                                                                | 59    |       |
| 7. März  | Günther Prien                     | deutscher Marineoffizier                                                                      | 33    |       |
| 7. März  | Arnold Schering                   | deutscher Musikwissenschaftler und Musikkritiker                                              | 63    |       |
| 7. März  | Igo Sym                           | österreichisch-polnischer Schauspieler                                                        | 44    |       |
| 8. März  | Sherwood Anderson                 | US-amerikanischer Schriftsteller                                                              | 64    |       |
| 8. März  | Friedrich Crusius                 | deutscher Klassischer Philologe und Gymnasiallehrer                                           | 43    |       |
| 8. März  | Jean-Michel Frank                 | französischer Möbeldesigner                                                                   | 46    |       |
| 8. März  | Frank Frantz                      | US-amerikanischer Politiker                                                                   | 68    |       |
| 8. März  | Ken Johnson                       | britischer Musiker, Tänzer und Swing-Bandleader                                               | 26    |       |
| 8. März  | Friedrich Schmitt                 | deutscher Politiker und Verwaltungsbeamter                                                    | 74    |       |
| 9. März  | George Abraham Grierson           | britischer Orientalist und Linguist                                                           | 90    |       |
| 9. März  | Casper Reardon                    | US-amerikanischer Harfenist                                                                   | 33    |       |
| 9. März  | Přemysl Šámal                     | tschechoslowakischer Jurist und Politiker                                                     | 73    |       |
| 10. März | August Abbehusen                  | deutscher Architekt                                                                           | 65    |       |
| 10. März | Oskar Grosberg                    | deutsch-baltischer Schriftsteller und Journalist                                              | 78    |       |
| 10. März | Richard Michaëlis                 | deutscher Reichsgerichtsrat                                                                   | 84    |       |
| 10. März | Otto von Radowitz                 | deutscher Diplomat                                                                            | 60    |       |
| 10. März | Karl Joseph Schulte               | deutscher Geistlicher, Bischof von Paderborn und Erzbischof von Köln                          | 69    |       |
| 11. März | Henry Walford Davies              | englischer Komponist, Organist und Hochschullehrer                                            | 71    |       |
| 11. März | Julius Freund                     | deutscher Unternehmer und Kunstsammler                                                        | 71    |       |
| 11. März | Melanie Kurt                      | österreichische Opernsängerin (Sopran)                                                        | 61    |       |
| 11. März | Erich Liebermann von Sonnenberg   | deutscher Kriminalpolizist und Nationalsozialist                                              | 55    |       |
| 11. März | Pius L. Schwert                   | US-amerikanischer Politiker                                                                   | 48    |       |
| 11. März | Sybil Thomas, Viscountess Rhondda | britische Suffragette, Feministin und Philanthropin                                           | 84    |       |
| 12. März | Ernst Décsey                      | österreichischer Schriftsteller und Musikkritiker                                             | 70    |       |
| 12. März | Friedrich Ettel                   | Schweizer Schauspieler                                                                        | 50    |       |
| 12. März | Konrad Schiffmann                 | österreichischer Historiker                                                                   | 69    |       |
| 12. März | Charles Sanford Skilton           | US-amerikanischer Komponist und Organist                                                      | 72    |       |
| 12. März | Henry Teigan                      | US-amerikanischer Politiker                                                                   | 59    |       |
| 12. März | Nikolaus von Wallwitz             | deutscher Botschafter                                                                         | 88    |       |
| 13. März | Tom Mann                          | britischer Gewerkschafter und sozialistischer Politiker                                       | 84    |       |
| 13. März | Elizabeth Madox Roberts           | US-amerikanische Schriftstellerin und Dichterin                                               | 59    |       |
| 13. März | Ottokar Stauf von der March       | österreichischer Schriftsteller, Kritiker, Journalist und Publizist                           | 72    |       |
| 13. März | Otto Tschirch                     | deutscher Gymnasiallehrer, Historiker und Archivar                                            | 82    |       |
| 14. März | Max Ay                            | deutscher Kommunalpolitiker                                                                   | 78    |       |
| 14. März | Adam Heydel                       | polnischer Ökonom                                                                             | 47    |       |
| 14. März | Martin Mundo                      | deutscher Volksdichter und Weinhändler                                                        | 58    |       |
| 15. März | Hans von Frisch                   | österreichischer Jurist und Hochschullehrer                                                   | 65    |       |
| 15. März | Alexej von Jawlensky              | deutsch-russischer Künstler des Expressionismus                                               |       |       |
| 15. März | Fritz Krohn                       | deutscher Altphilologe und Gymnasiallehrer                                                    | 67    |       |
| 15. März | Georg Alfred Plehn                | deutscher Diplomat                                                                            | 72    |       |
| 15. März | Moses Schnirer                    | österreichischer Zionist vor Theodor Herzl                                                    | 80    |       |
| 16. März | Bob Crompton                      | englischer Fußballspieler und -trainer                                                        | 61    |       |
| 16. März | Jenny Fischer                     | österreichische Sängerin                                                                      | 78    |       |
| 16. März | Hans Hofer                        | österreichischer Politiker (CSP), Abgeordneter zum Nationalrat                                | 78    |       |
| 16. März | Edward Lindsay Ince               | britischer Mathematiker                                                                       | 49    |       |
| 16. März | Willy Lange                       | deutscher Gartenbaulehrer, Gartenarchitekt und Fachautor                                      | 76    |       |
| 16. März | Berthold Tandler                  | österreichischer Gewichtheber                                                                 | 60    |       |
| 17. März | Werner Konstantin von Arnswaldt   | deutscher Genealoge und Autor                                                                 | 63    |       |
| 17. März | Wassili Lwowitsch Sapelnikow      | russischer Komponist                                                                          | 73    |       |
| 17. März | Joachim Schepke                   | deutscher Marineoffizier und U-Boot-Kommandant im Zweiten Weltkrieg                           | 29    |       |
| 17. März | Nicolae Titulescu                 | rumänischer Diplomat                                                                          | 59    |       |
| 18. März | Thomas Montgomery Bell            | US-amerikanischer Politiker                                                                   | 80    |       |
| 18. März | Henri Cornet                      | französischer Radrennfahrer                                                                   | 56    |       |
| 18. März | Charles Finley                    | US-amerikanischer Politiker                                                                   | 75    |       |
| 18. März | Lukas Lamprecht                   | österreichischer Mundartschriftsteller und Komponist                                          | 71    |       |
| 18. März | Alexander Pfänder                 | deutscher Philosoph und Autor                                                                 | 71    |       |
| 18. März | Emil Schachtzabel                 | deutscher Verwaltungsbeamter und Taubenzüchter                                                | 91    |       |
| 19. März | Bruno Albers                      | deutscher Benediktiner und Kirchenhistoriker                                                  | 74    |       |
| 19. März | Matteo Ceirano                    | italienischer Automobilhersteller                                                             |       |       |
| 19. März | Claude Benton Hudspeth            | US-amerikanischer Politiker                                                                   | 63    |       |
| 19. März | Nikolai Semjonowitsch Kurnakow    | russischer Chemiker                                                                           | 80    |       |
| 19. März | Ernst Weise                       | deutscher Lehrer und Geologe                                                                  | 98    |       |
| 20. März | Heinrich Becher                   | deutscher Jurist und Richter                                                                  | 75    |       |
| 20. März | Robert Liefmann                   | deutscher Ökonom, Professor für Nationalökonomie und NS-Opfer                                 | 67    |       |
| 20. März | Julius Wilhelm                    | österreichischer Librettist                                                                   | 70    |       |
| 21. März | Max Lademann                      | deutscher Politiker (KPD), MdR                                                                | 44    |       |
| 21. März | Charles Vetter                    | deutscher Zeichner und Maler                                                                  | 82    |       |
| 22. März | Anatol Graf von Bredow            | deutscher General der Kavallerie                                                              | 82    |       |
| 22. März | John Neely                        | US-amerikanischer Tennisspieler                                                               | 68    |       |
| 23. März | Hans Lassen                       | deutscher Architekt                                                                           | 73    |       |
| 23. März | Heinrich Niemöller                | deutscher evangelisch-lutherischer Pfarrer und Autor                                          | 81    |       |
| 23. März | Constance Rourke                  | amerikanische Literatur- und Kulturwissenschaftlerin                                          | 55    |       |
| 23. März | Iwan Trusch                       | ukrainischer Maler und Literaturkritiker                                                      | 72    |       |
| 23. März | Otto Wachs                        | deutscher Verwaltungsbeamter                                                                  | 66    |       |
| 24. März | Friedrich-Carl Cranz              | deutscher Generalleutnant im Zweiten Weltkrieg                                                | 54    |       |
| 24. März | Johannes Sontag                   | deutscher Marineoffizier, zuletzt Admiralarzt                                                 | 56    |       |
| 24. März | Raf Verhulst                      | flämischer Journalist, Schriftsteller und Lehrer nationalistischer Tendenz                    | 75    |       |
| 25. März | Hinrich Dewers                    | deutscher Unternehmer und Gemeindevorsteher                                                   | 84    |       |
| 25. März | Georg Kühne                       | deutscher Ingenieur und Hochschullehrer                                                       | 60    |       |
| 25. März | Selmar Meyrowitz                  | deutscher Dirigent                                                                            | 65    |       |
| 25. März | Alexander Struys                  | belgischer Porträt-, Historien- und Genremaler                                                | 89    |       |
| 25. März | Nicolaas van Wijk                 | niederländischer Germanist, Niederlandist                                                     | 60    |       |
| 26. März | Fritz Hauser                      | Schweizer Politiker (SP)                                                                      | 56    |       |
| 26. März | Otto Krebs                        | deutscher Fabrikant und Kunstsammler                                                          | 68    |       |
| 26. März | Eduard Toda i Güell               | spanischer Diplomat                                                                           | 86    |       |
| 26. März | Anton Waldmann                    | deutscher Facharzt der Hygiene und Heeres-Sanitätsinspekteur der Reichswehr und der Wehrmacht | 63    |       |
| 26. März | August Weiß                       | deutscher Pianist, Komponist, Pädagoge und Musikprofessor                                     |       |       |
| 26. März | Ernst Welisch                     | österreichischer Dramatiker und Theaterregisseur                                              | 66    |       |
| 27. März | Max Haefeli                       | Schweizer Architekt                                                                           | 71    |       |
| 27. März | Rita Strohl                       | französische Pianistin und Komponistin                                                        | 75    |       |
| 28. März | Franz Bobzien                     | deutscher Politiker (SPD), NS-Opfer                                                           | 34    |       |
| 28. März | Marcus Hurley                     | US-amerikanischer Radrennfahrer                                                               | 57    |       |
| 28. März | Ezio Levi                         | italienischer Romanist, Hispanist und Jazzpianist                                             | 56    |       |
| 28. März | Egon Nickel                       | deutscher Politiker der KPD                                                                   | 47    |       |
| 28. März | Gottfried Schurig                 | deutscher Unternehmer und Politiker (DDP), MdBB, MdR                                          | 75    |       |
| 28. März | Herbert Wilberforce               | britischer Tennisspieler                                                                      | 77    |       |
| 28. März | Virginia Woolf                    | britische Schriftstellerin und Verlegerin                                                     | 59    |       |
| 29. März | Harris Jacob Bixler               | US-amerikanischer Politiker                                                                   | 70    |       |
| 29. März | Carlo Cattaneo                    | italienischer Vizeadmiral                                                                     | 57    |       |
| 29. März | William Cooper                    | politischer Führer der Aborigines                                                             |       |       |
| 29. März | Ludwig Eisenhofer                 | deutscher Liturgiewissenschaftler und Hochschullehrer in Eichstätt                            | 69    |       |
| 29. März | Rolf von Gönner                   | deutscher Politiker (NSDAP)                                                                   | 55    |       |
| 29. März | Wilhelm Keller                    | österreichisch-böhmischer Politiker (Deutsche Fortschrittspartei) und Industrieller           | 75    |       |
| 29. März | Friedrich Ludin                   | deutscher Autor und Lehrer                                                                    | 66    |       |
| 29. März | Josef Werner Lusser               | Schweizer Politiker (FDP)                                                                     | 79    |       |
| 29. März | Robert Oelbermann                 | deutscher Wandervogelführer                                                                   | 44    |       |
| 30. März | Elisabeth Baumann-Schlachter      | Schweizer christliche Schriftstellerin                                                        | 53    |       |
| 30. März | George D. Beauchamp               | US-amerikanischer Musiker, Erfinder und Unternehmer (Rickenbacker Guitars)                    | 42    |       |
| 30. März | Johann Berger                     | österreichischer Politiker (CSP), Abgeordneter zum Nationalrat                                | 71    |       |
| 30. März | Oskar Bezzel                      | bayerischer Offizier, Historiker                                                              | 70    |       |
| 30. März | Herbert Freundlich                | deutscher Chemiker, anerkannter Grundlagenforscher der Kolloidchemie                          | 61    |       |
| 30. März | Andrew McIntyre                   | schottischer Fußballspieler                                                                   | 85    |       |
| 30. März | Laurens Smitz Meintjes            | südafrikanischer Radsportler                                                                  | 72    |       |
| 30. März | Albert Reibmayr                   | österreichischer Genre- und Tiermaler                                                         | 59    |       |
| 31. März | Charles Adkins                    | US-amerikanischer Politiker                                                                   | 78    |       |
| 31. März | Marian Busk                       | britische Botanikerin und Frauenrechtlerin                                                    |       |       |
| 31. März | H. L. Carnahan                    | US-amerikanischer Politiker                                                                   | 61    |       |
| 31. März | Wilhelm Gotthelf Höhnel           | österreichischer Tiermaler                                                                    | 70    |       |
| 31. März | Heinrich Lind                     | deutscher Politiker (DNVP, CNBLP), MdR                                                        | 63    |       |
| 31. März | Adolf von Oer                     | deutscher Politiker                                                                           | 78    |       |
| 31. März | Friedrich Schucht                 | deutscher Hochschullehrer für Bodenkunde                                                      | 70    |       |
| 31. März | Hans Siewert                      | deutscher Apotheker, Opernsänger (Tenor) und Regisseur                                        | 68    |       |
| 31. März | Adolf Trendelenburg               | deutscher Klassischer Archäologe und Altphilologe                                             | 96    |       |